# حب في منطقة الظل (رواية)

غلاف الرواية "حب في منطقة الظل"

حب في منطقة الظل هي رواية للكاتب عزمي بشارة، وهي الجزء الثاني من ثلاثية نشر جزءها الأول باسم «الحاجز»، الرواية تتحدث على لسان البطل «عمر» الذي يصف لحبيبته «دنيا» التي «يدردش» معها على الإنترنت الوضع الفلسطيني في «دولة الحاجز» والتناقضات التي يمر بها الفلسطينيون، كما يتحدث وبسخرية سوداء عن الإجراءات والسياسات التي تتبعها الدولة وتطبقها على السكان العرب. تبتعد الرواية عن الشعارات الدارجة في الأدب الفلسطيني بتبجيل الصمود ليتحدث عن «الحياة العادية» للفلسطينيين في «دولة الحاجز» التي يعيش فيها عمر ويشرح ل«دنيا» الفلسطينية في الخارج الحياة في مجتمعه المحلي وعلاقته بمجتمع وأجهزة الدولة.